# Oltre il Colle
Oltre il Colle (lombardul: Ultra 'l Còl) település Olaszországban, Lombardia régióban, Bergamo megyében. Lakosainak száma 954 fő (2023. január 1.). Oltre il Colle Ardesio, Premolo, Oneta, Cornalba, Roncobello és Serina községekkel határos.

## Népesség
A település lakossága az elmúlt években az alábbi módon változott:
| Lakosok száma | 1012 | 1004 | 954  |
|               | 2017 | 2018 | 2023 |